# Катунецка река
Катунецка река или Катунешка е река в Северна България, област Ловеч – общини Ловеч, Угърчин и Луковит, десен приток на река Каменица от басейна на Вит. Дължината ѝ е 43 km.
Катунецка река извира от югозападните части на Ловчанските височини, на Предбалкана, северозападно от село Соколово, община Ловеч, в близост до хижа „Бялка“, на 630 m н.в. под името Тоша. В най-горното си течение посоката ѝ е на юг след това на изток, а след село Соколово – на север през проломна долина. Западно от село Изворче реката завива на северозапад и запазва това направление до устието си, като тече в широка, обработваема долина. След устието на най-големия си приток река Елешница се нарича вече Катунецка река. На 3 km преди устието си навлиза в пролом и се влива отдясно в река Каменица (от басейна на Вит), на 161 m н.в., североизточно от село Бежаново, община Луковит.
Площта на водосборния басейн на Катунецка река е 211 km2, което представлява 42,4% от водосборния басейн на река Каменица.
Притоци – → ляв приток, ← десен приток:
- ← Балев дол
- ← Мирьова река
- → Елешница
- → Големия дол

Реката е с ясно изразен пролетен (март-юни) максимум и лятно-есенен (юли-октомври) минимум, като подхранването ѝ е от дъждовни, снежни и карстови води.
По течението на реката са разположени 3 села:
- Община Ловеч – Соколово и Радювене;
- Община Угърчин – Катунец.

Водите на Каменица се използват за напояване, като за целта са изградени няколко микроязовира.

## Топографска карта
- Лист от карта K-35-26. Мащаб: 1 : 100 000.
- Лист от карта K-35-25. Мащаб: 1 : 100 000.